# 65e régiment d'infanterie territoriale
Le 65e régiment d'infanterie territorial est un régiment d'infanterie de l'armée de terre française qui a participé à la Première Guerre mondiale.

## Création et différentes dénominations
Le régiment reçoit son numéro par décret du 19 mars 1875, en prévision de la mobilisation.

## Drapeau
Il ne porte aucune inscription.

## Historique des garnisons, combats et batailles du65eRIT

### Première Guerre mondiale
Garnison: Châteauroux (Indre)
Affectations :
- 85e division d'infanterie territoriale d'août 1914 à juin 1915.
- 62e division d'infanterie d'août à novembre 1918.

## Personnages célèbres ayant servi au65eRIT
Louis Bretin dit Théo-Bretin, instituteur, député de Saône et Loire